# Sandanski (obchtina)
Pour les articles homonymes, voir Sandanski (homonymie).
La commune de Sandanski (en bulgare Община Сандански - Obchtina Sandanski) est située dans le sud-ouest de la Bulgarie.

## Géographie
La commune de Sandanski est située dans le sud-ouest de la Bulgarie, à 180 km au sud de Sofia. Elle est située dans la cuvette de Pétritch-Sandanski et sur les pentes occidentales de la montagne Pirin. Elle est à 150 km de la capitale Sofia.
Le chef-lieu de la commune est la ville de Sandanski et elle fait partie de la région de Blagoevgrad.

## Culture

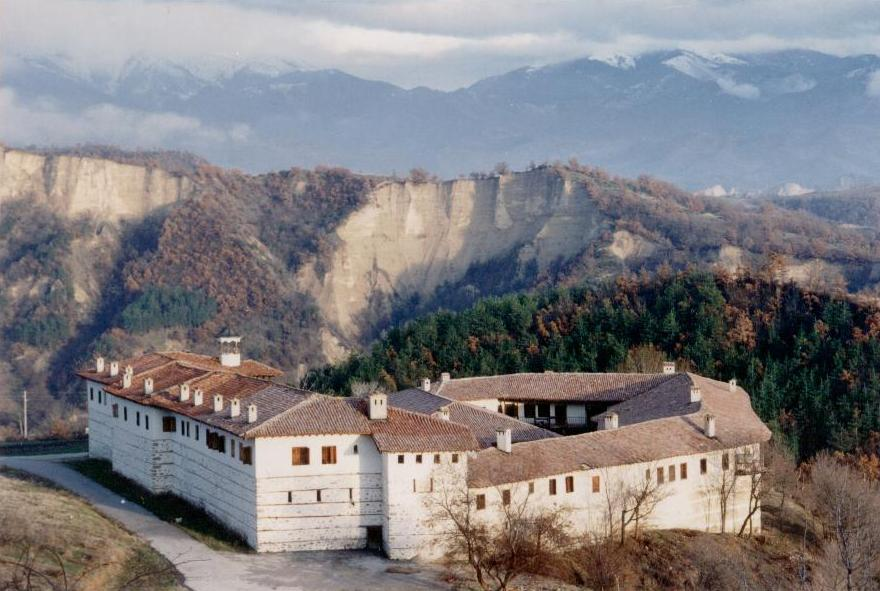
Le Monastère de Rojen.

## Administration

### Structure administrative
La commune compte 54 localités habitées : 2 villes et 52 villages.
| - ville de Sandanski - ville de Mélnik - village de Bélévékhtchévo - village de Belyovo - village de Bojdovo - village de Damyanitsa - village de Débréné - village de Djigourovo - village de Doléni - village de Goléchovo - village de Golém Tsalim - village de Gorna Souchitsa - village de Gorno Spantchévo - village de Kachina - village de Kalimantsi | - village de Karlanovo - village de Katountsi - village de Kharsovo - village de Khotovo - village de Khrasna - village de Kovatchévo - village de Krastiltsi - village de Ladarévo - village de Laskarévo - village de Lebnitsa - village de Lechnitsa - village de Lékhovo - village de Lévounovo - village de Lilyanovo - village de Lozénitsa | - village de Lyoubovichté - village de Lyoubovka - village de Malki Tsalim - village de Novo Deltchévo - village de Novo Khodjovo - village de Pétrovo - village de Pipéritsa - village de Pirin - village de Ploski - village de Polénitsa - village de Rojén - village de Sklavé - village de Sougarévo - village de Spatovo - village de Stoja | - village de Strouma - village de Tchéréchnitsa - village de Valkovo - village de Vikhrén - village de Vinogradi - village de Vranya - village de Yanovo - village de Zlatolist - village de Zornitsa |

### Jumelages
La commune de Sandanski est jumelée avec les collectivités territoriales suivantes :
- Lagkadas (Grèce)
- Síndos (Grèce)
- Navan (Irlande)
- Volgograd (Russie)

## Galerie

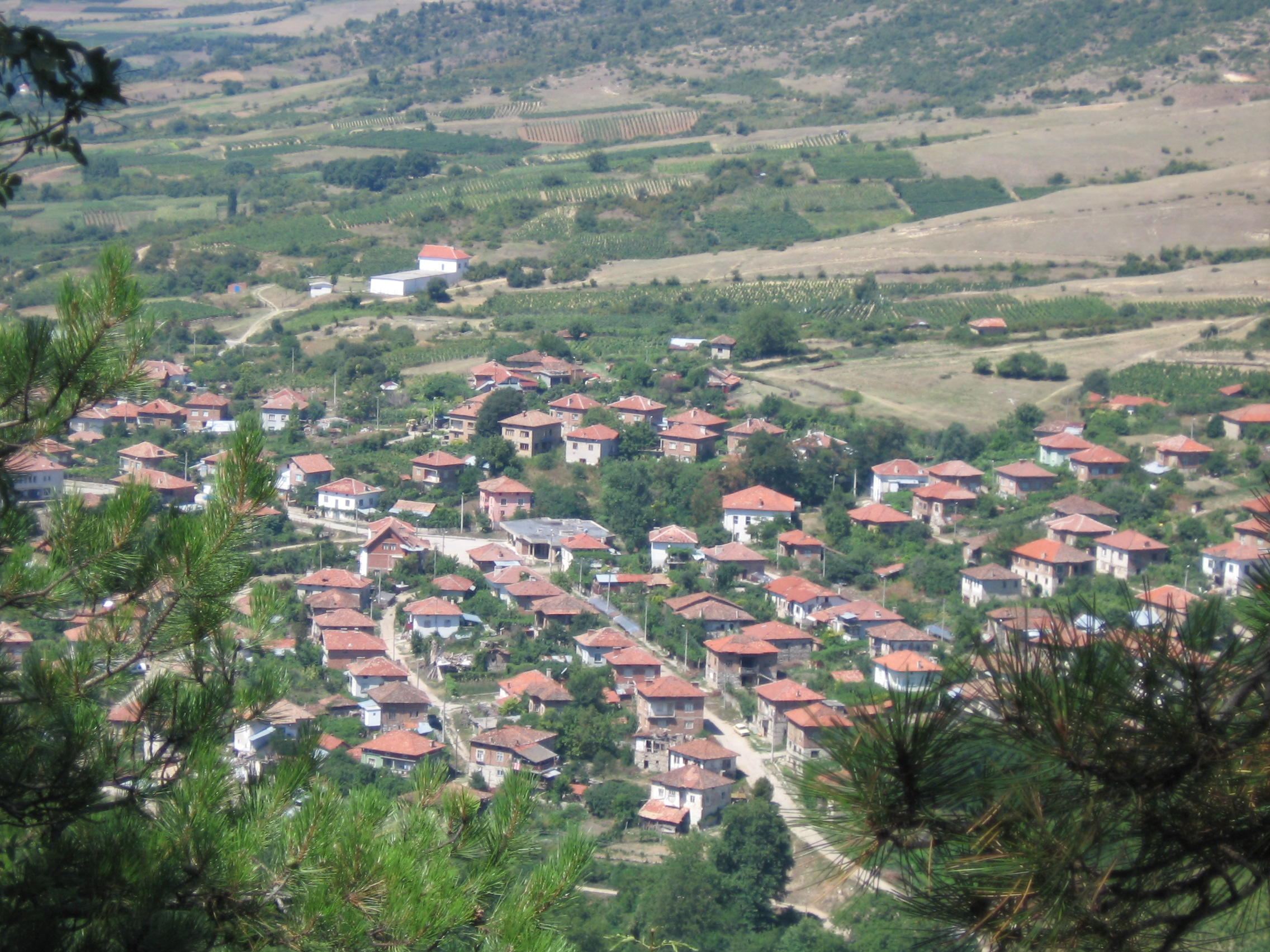
Village de Kalimantsi
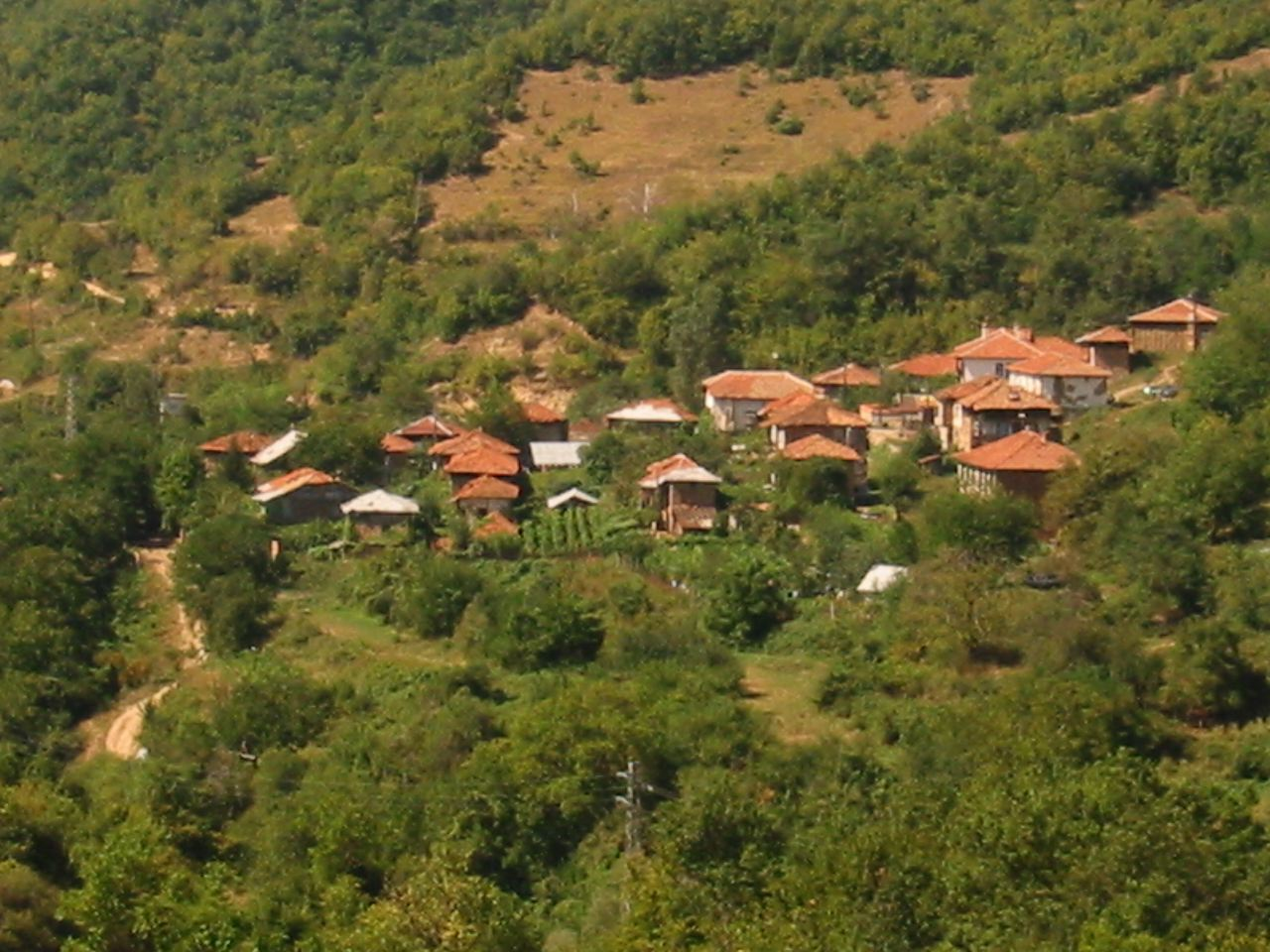
Village de Kachina
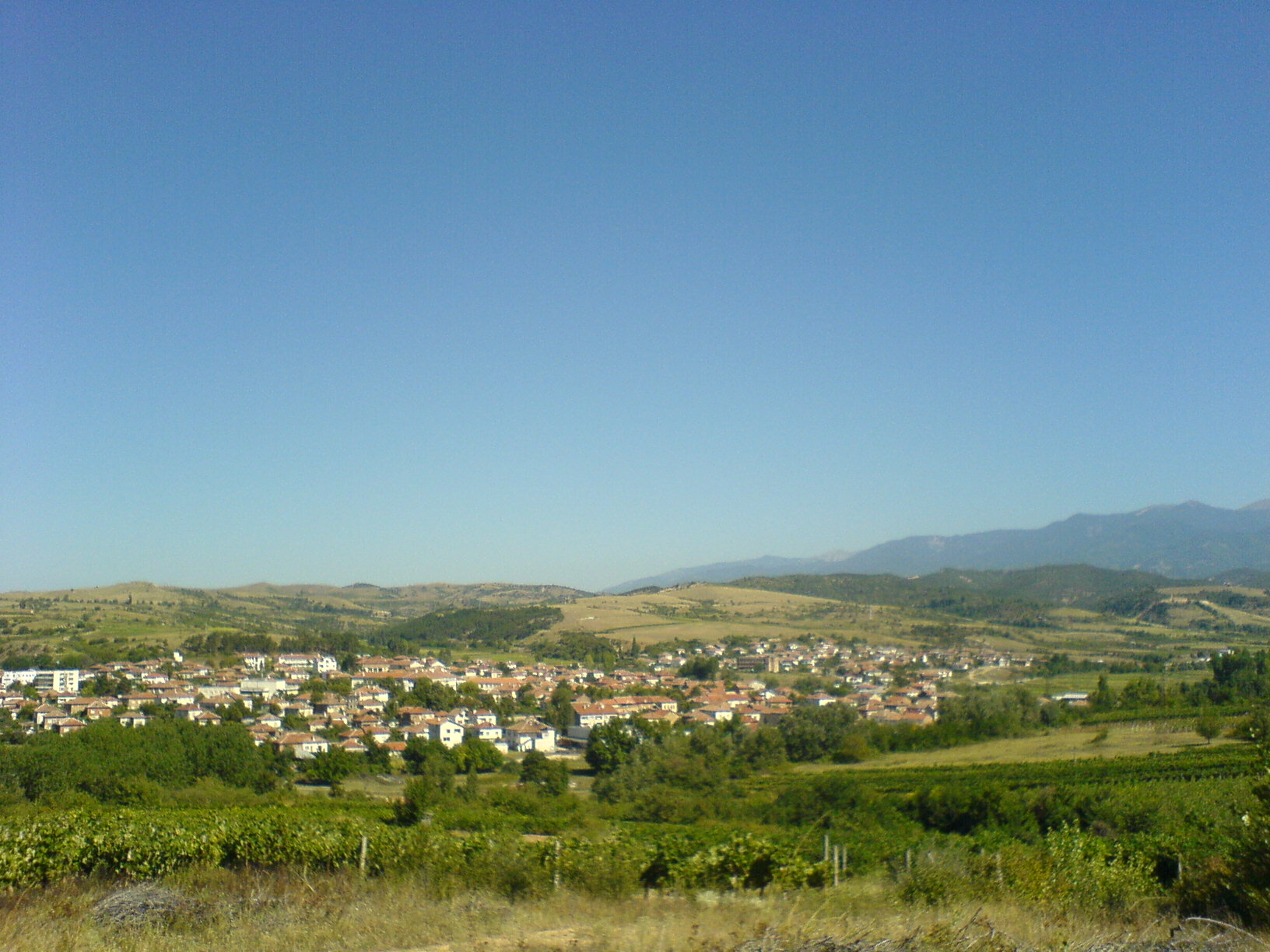
Village de Katountsi
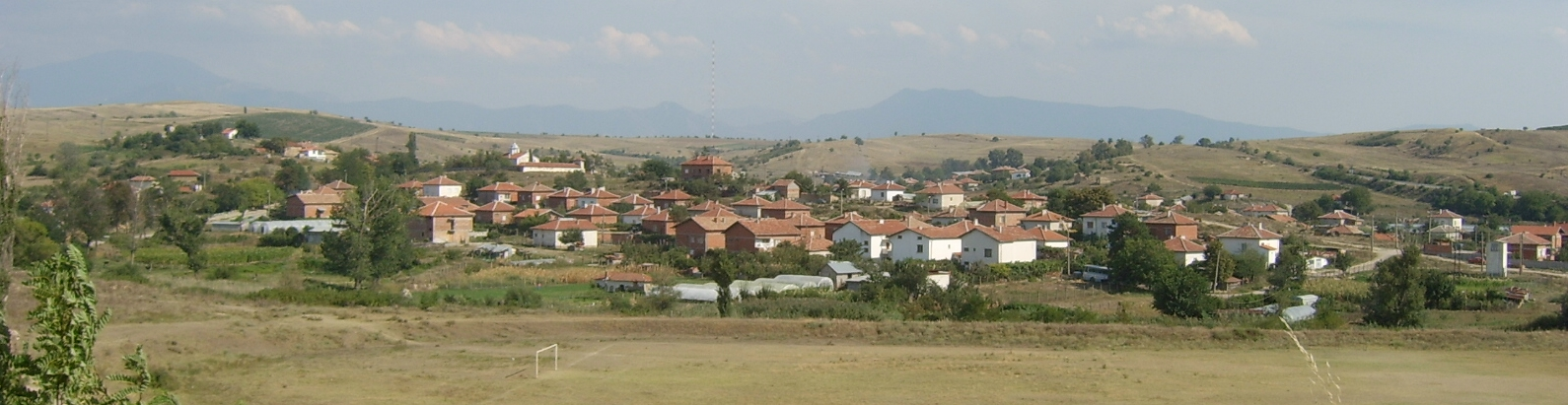
Village de Lévounovo
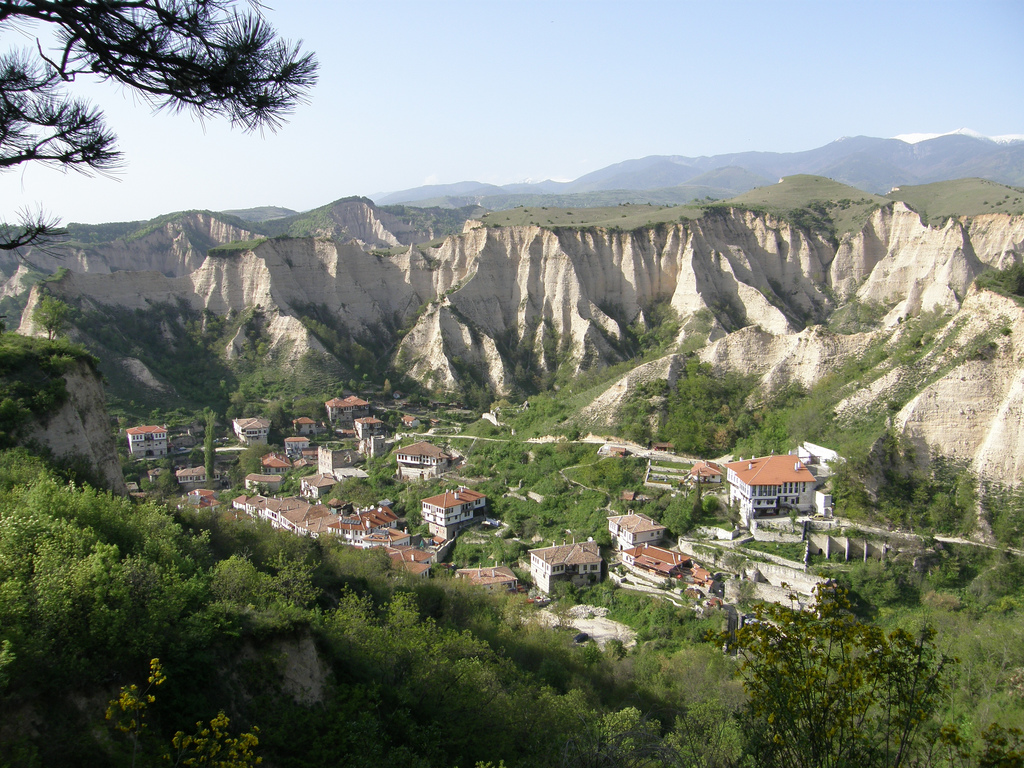
Ville de Mélnik
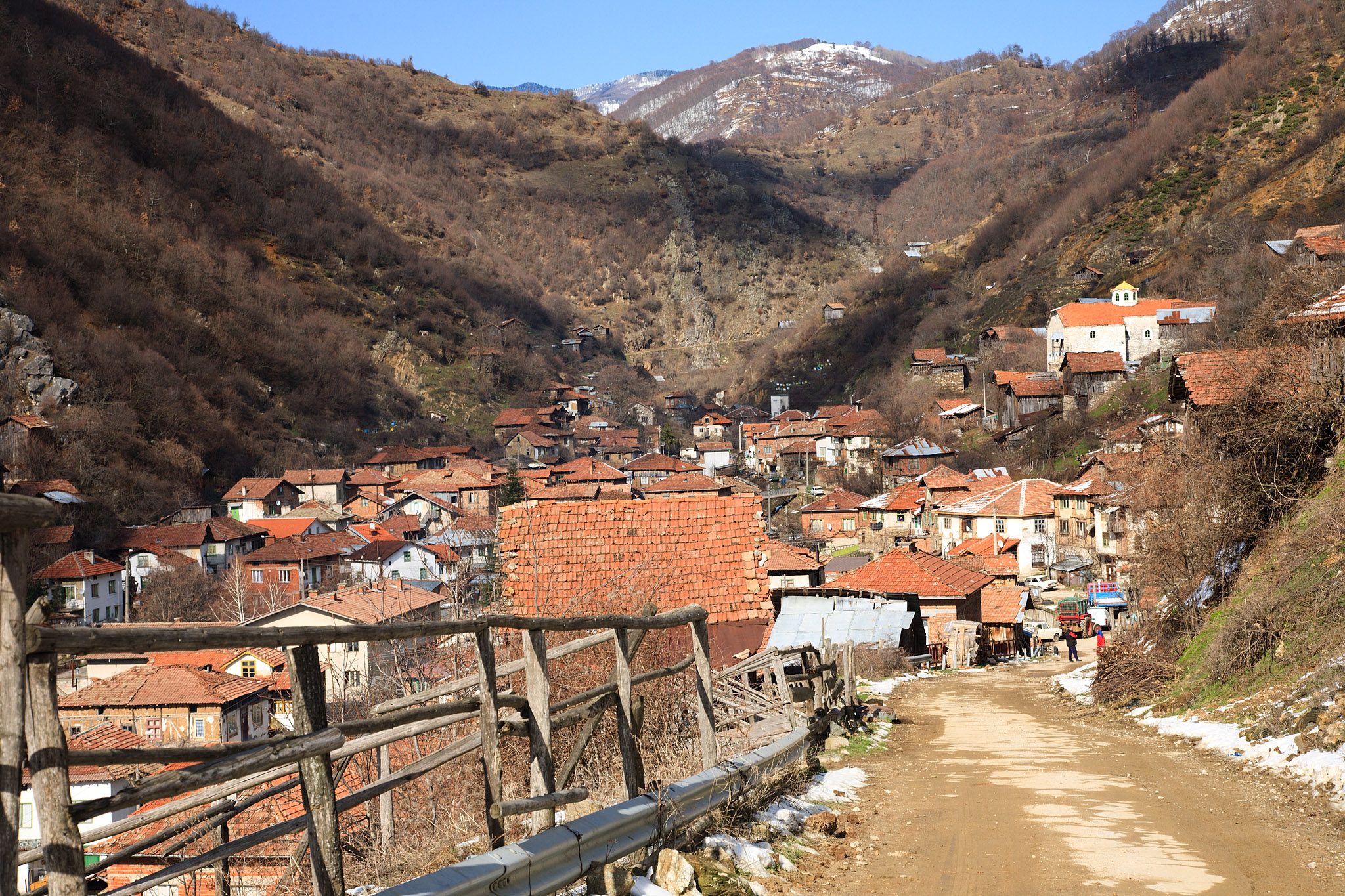
Village de Pirin
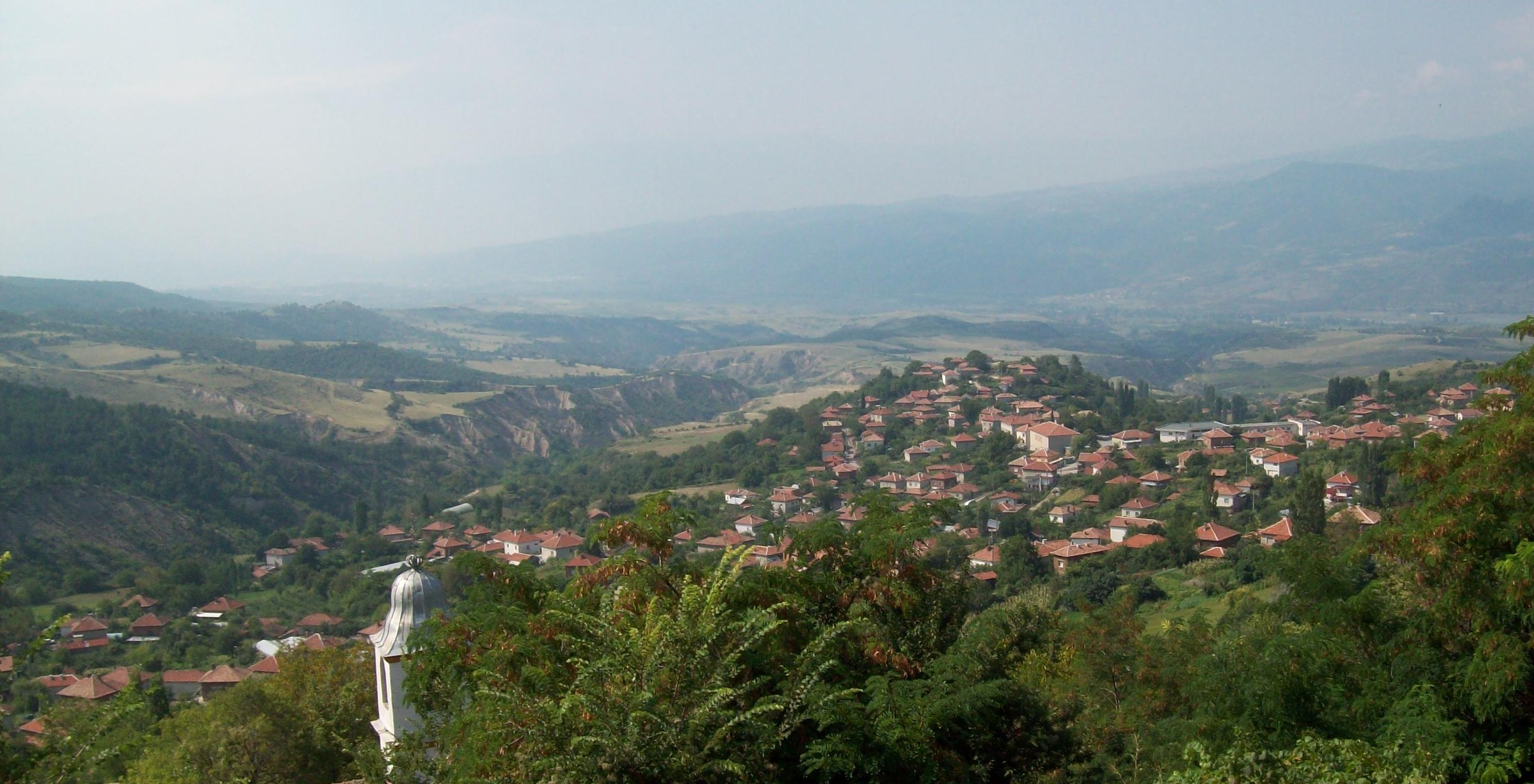
Village de Ploski
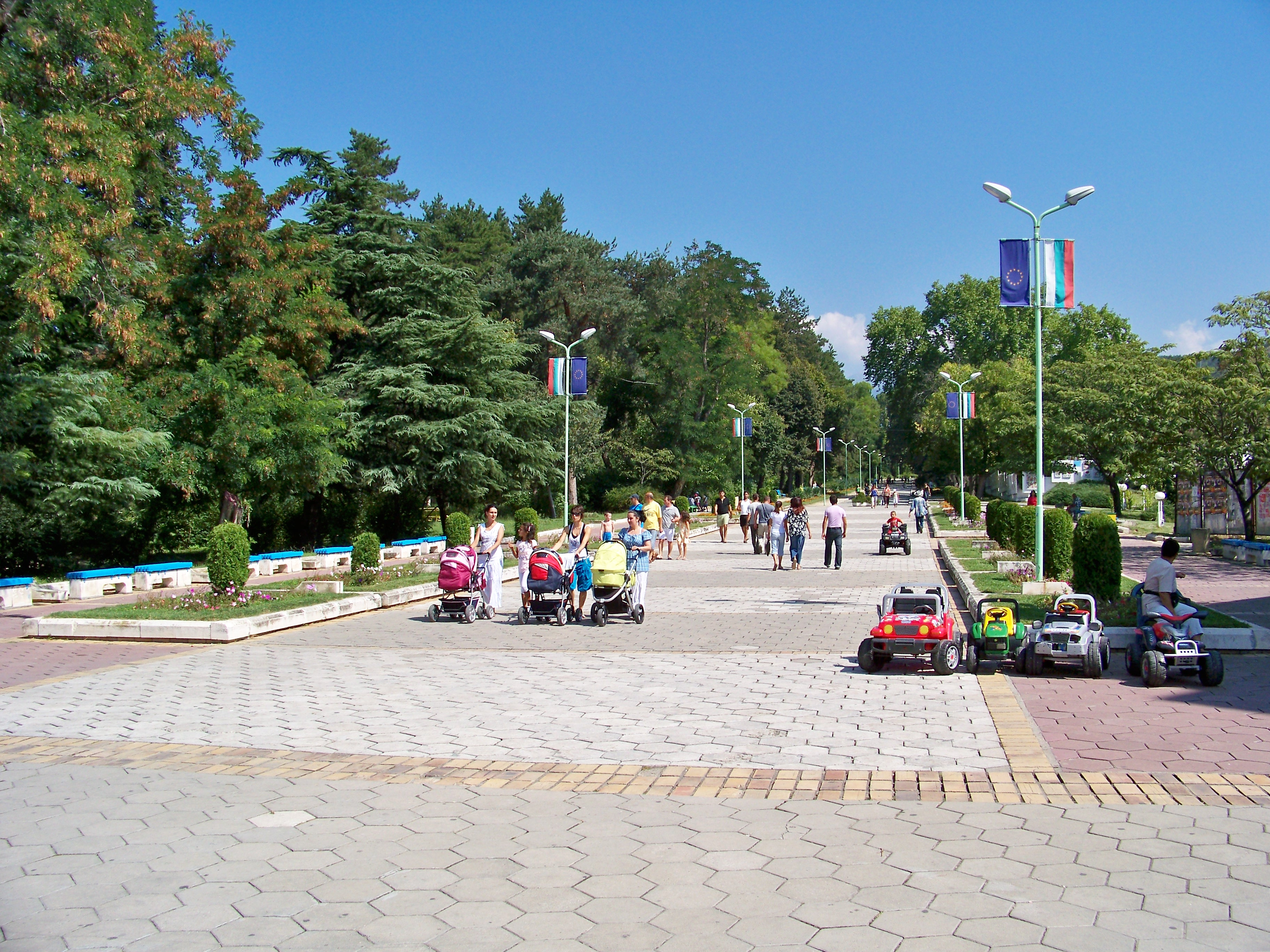
Parc dans le centre de Sandanski